# Damir Burić
Damir Burić (* 7. Juli 1964 in Split) ist ein ehemaliger kroatischer Fußballspieler und nunmehriger -trainer.

## Karriere

### Als Spieler
Seine Profikarriere in Deutschland begann 1988 beim SV Waldhof Mannheim, der Burić von RNK Split verpflichtete. Nach drei Spielzeiten wechselte er 1991 zum MTV Ingolstadt und ein Jahr später zum damaligen Zweitligisten SC Freiburg, mit dem er zweimal in die Bundesliga aufstieg und einmal abstieg.
Nachdem er in der Saison 1998/99 nur auf einen Einsatz in der Liga gekommen war, wechselte er zu Borussia Mönchengladbach. Insgesamt bestritt er 121 Bundesliga- und 70 Zweitligaspiele.

### Als Trainer
Ab 2001 begann Burić seine Laufbahn als Trainer in der Jugendakademie des SC Freiburg. Gleichzeitig wurde er Co-Trainer der zweiten Mannschaft der Freiburger. Später hatte er dieselbe Funktion bei der Profimannschaft inne. 2005 absolvierte er erfolgreich den Lehrgang zum Fußballlehrer an der Deutschen Sporthochschule in Köln. 2009 wurde er als Co-Trainer mit dem SC Freiburg Meister der 2. Bundesliga und stieg in die erste Bundesliga auf.
Zur Saison 2011/12 wechselte er gemeinsam mit dem damaligen Freiburger Cheftrainer Robin Dutt zu Bayer 04 Leverkusen, wurde am 1. April 2012 aber auch gemeinsam mit diesem entlassen. Am 28. Mai 2013 wurde Robin Dutt als neuer Trainer bei Werder Bremen vorgestellt, Burić wurde auch in Bremen sein Assistent. Am 25. Oktober 2014 wurde das Trainerteam Dutt, Burić und Torwarttrainer Marco Langner vom Verein freigestellt.
Von 2015 bis 2016 war er als Trainer des kroatischen Fußballvereins Hajduk Split tätig.
Im Januar 2017 ersetzte er Oliver Lederer beim österreichischen Bundesligisten FC Admira Wacker Mödling. Im September 2017 wurde er Trainer des deutschen Zweitligisten SpVgg Greuther Fürth. Sein bis 2019 gültiger Vertrag wurde im November 2018 vorzeitig um ein Jahr verlängert. Im Februar 2019 trennte sich der Verein von Burić, nachdem die Mannschaft am 20. Spieltag eine 0:6-Niederlage in Paderborn erlitten hatte und im Saisonverlauf von der oberen in die untere Tabellenhälfte zurückgefallen war.
Im Sommer 2019 übernahm er zum zweiten Mal das Traineramt bei Hajduk Split. Im Dezember 2019 trennte sich Hajduk von ihm, der Verein aus Split lag nach 19 Spieltagen auf dem zweiten Tabellenrang. Im September 2020 wurde er ein zweites Mal Trainer von Admira Wacker Mödling. Im April 2021 trennten sich die Niederösterreicher von Burić, die Admira befand sich zu jenem Zeitpunkt fünf Spieltage vor Saisonende mit zwei Punkten Vorsprung auf St. Pölten auf dem vorletzten Tabellenrang.

## Privates
Burić ist verheiratet und hat zwei Kinder.